# Dale Earnhardt
Ralph Dale Earnhardt Sr. (Kannapolis, 29 aprile 1951 – Daytona Beach, 18 febbraio 2001) è stato un pilota automobilistico statunitense, sette volte vincitore della NASCAR Sprint Cup Series.
È noto per essere stato il più vincente corridore NASCAR della storia assieme a Richard Petty e Jimmie Johnson, vincendo come questi ultimi ben sette campionati; nelle varie Winston Cup ha vinto 76 gare, tra queste la vittoria nel 1998 nella Daytona 500. Ebbe alcuni soprannomi tra cui si ricorda "The Intimidator".

## Biografia
Figlio dell'ex campione NASCAR Nationwide Series Ralph Earnhardt, Dale Earnhardt è stato uno dei piloti più popolari nella storia della NASCAR. Ha trascorso quasi tutta la sua carriera alla scuderia di Richard Childress, a bordo della Chevrolet nera numero 3, anche se quando debuttò corse per le scuderie di Bud Moore e Rod Osterlund (con il quale vinse la Winston Cup del 1980). Durante la permanenza nel team di Bud Moore, durante una stagione Dale Earnhardt ha guidato, prima e unica volta nella sua carriera, un'auto da corsa che non fosse una Chevrolet, per la precisione una Ford. Durante gli anni ottanta, diede vita a una delle rivalità sportive più belle della storia della NASCAR, cioè quella con l'amico-rivale Darrell Waltrip. Tra il 1990 e il 1994 vinse quattro titoli NASCAR (oltre ai primi tre conquistati negli anni ottanta), dimostrandosi il pilota dominante di quel periodo. Nel 1998, finalmente Dale Earnhardt vince la Daytona 500 dopo vent'anni di tentativi e beffe (la più clamorosa delle quali è avvenuta durante l'edizione del 1990, in cui fu superato all'ultimo giro da Derrike Cope). La sua ultima vittoria in un tracciato NASCAR è avvenuta nell'ottobre del 2000 a Talladega.
Negli anni ottanta Dale Earnhardt fondò una sua scuderia, Dale Earnhardt Inc., gestita da lui e dalla sua terza moglie, Teresa. Nel 1998 e nel 1999, il team ha vinto i suoi unici titoli, nella Nationwide Series, con il primogenito Dale Earnhardt Jr. al volante.
La squadra può però contare anche su ben tre vittorie nella Daytona 500 (nel 2001 e nel 2003 con Michael Waltrip e nel 2004 con Dale Earnhardt Jr.). 
L'auto più rappresentativa del team era la Chevrolet rossa numero 8 sponsorizzata Budweiser, guidata da Dale Earnhardt Jr. tra il 1999 e il 2007.
A causa di vari problemi con gli sponsor, verso la fine del 2009 il team Dale Earnhardt Inc. si è unito al team Chip Ganassi Racing per formare il team Earnhardt-Ganassi Racing, che ha ereditato dal vecchio team Earnhardt l'auto numero 1.
Il 18 febbraio 2001, in un incidente occorsogli all'ultimo giro della Daytona 500, muore sul colpo (per quanto l'incidente stesso sembri decisamente lieve e banale).
Dale Earnhardt è attualmente il pilota con il maggior numero di vittorie nel circuito di Daytona, ben 34, contando tutte le competizioni ufficiali cui ha preso parte (tra le altre le tre serie NASCAR, il campionato GT, il campionato Sports Car e la 24 Ore di Daytona).
Nel 2010 è entrato a far parte della NASCAR Hall of Fame, come membro della classe inaugurale della suddetta arca della gloria.

## Palmarès

### NASCAR
- 7 volte in NASCAR Sprint Cup Series (1980, 1986, 1987, 1990, 1991, 1993 e 1994)